# Diplodia oleae
Diplodia oleae är en svampart som beskrevs av Peglion 1894. Diplodia oleae ingår i släktet Diplodia och familjen Botryosphaeriaceae.   Inga underarter finns listade i Catalogue of Life.